# Le Mot de Cambronne
Pour la pièce, voir Le Mot de Cambronne (pièce de théâtre)
Pour plus de détails, voir Fiche technique et Distribution.
Le Mot de Cambronne, « comédie en un acte et en vers », est un moyen métrage écrit et réalisé par Sacha Guitry en 1936, sorti en 1937, transposition de sa pièce Le Mot de Cambronne, écrite également en 1936.

## Synopsis
Madame Cambronne, qui est anglaise, « c'est historique », aimerait bien savoir ce qu'est ce fameux « mot de Cambronne », qu'elle n'a jamais entendu. Le général Cambronne refuse obstinément de répéter son célèbre mot.

## Fiche technique
- Titre : Le Mot de Cambronne
- Réalisation : Sacha Guitry
- Assistant réalisateur : Guy Lacourt
- Scénario : Sacha Guitry
- Décors : Robert Gys
- Photographie : Georges Benoît
- Montage : Myriam
- Son : Joseph de Bretagne
- Assistant opérateur : Philippe Agostini
- Production : Serge Sandberg[2],[3]
- Société de production : Cinéas
- Tournage : Studios Pathé-Studio-Cinéma à Billancourt
- Pays d'origine :  France
- Format : Noir et blanc - 35 mm - 1,37:1
- Genre : Comédie historique
- Durée : 36 minutes
- Date de sortie : 26 mars 1937 au cinéma Normandie à Paris
- Affiche : Jean-Adrien Mercier

## Distribution
- Sacha Guitry : le général Pierre Cambronne
- Marguerite Moreno : Madame Mary Cambronne
- Pauline Carton : la préfète
- Jacqueline Delubac : la servante « qui n'a qu'un mot à dire »

## Autour du film
Le film fut tourné en un après-midi, le 19 novembre 1936, avec les quatre acteurs qui avaient créé la pièce sur scène. Les accessoires venaient du théâtre et y sont retournés le soir même.
Ainsi que Guitry l'expose au début de son film, cette œuvre est dédiée à la mémoire d'Edmond Rostand, qui souffla à l'auteur du Mot de Cambronne le sujet de la pièce à l'origine du film.